# Русанов, Александр Николаевич
Александр Николаевич Русанов (7 мая 1881, с. Фошна (по другим данным в с. Нетрубеж), Орловская губерния — 13 июля 1936, Шанхай) — педагог, общественный деятель, депутат Государственной думы IV созыва от Приморской области, комиссар Временного правительства по Дальнему Востоку, член правительства Дербера—Лаврова, эмигрант.

## Биография
Сын земского врача из Орловской губернии. Учился в Орловской классической гимназии, затем в Санкт-Петербургском университете на естественно-историческом отделении физико-математического факультета, окончил его в 1906 году.
С 1906 по 1912 год был преподавателем физики Хабаровского реального училища. В 1907—1913 председатель правления Хабаровского общества содействия народному просвещению, читал лекции в так называемом «Народном доме» города Хабаровска, заведовал библиотекой. В 1909—1910 директор Гродековского музея. Участвовал в деятельности Общества взаимопомощи учащих и учащихся Приморской области, был товарищем председателя этого общества. Принимал участие во Всероссийском съезде представителей учительских обществ взаимопомощи им. К. Д. Ушинского проходившем в Санкт-Петербурге в конце 1913 — начале 1914 года. Имел чин «надворный советник».
Осенью 1912 года избран выборщиком от городского избирательного съезда для избрания депутата IV Государственной думы от Приморской области (получив около 80 % голосов «за» от всех участвовавших в голосовании). 20 октября 1912 избран в депутат Государственной думы IV созыва от первого и второго съездов городских избирателей. Во время выборов в Думу беспартийный.
На 1-й сессии заседаний Думы входил в группу беспартийных депутатов, со 2-й сессии — примыкал к Трудовой группе. Участвовал в работе и был секретарём сибирской парламентской группы. Член комиссий:
- о народном здравии,
- по рыболовству,
- об изменении общего устава о пенсиях и единовременных пособиях,
- финансовой,
- по народному образованию,
- о новом уставе университетов,
- о кооперативных товариществах и их союзах.

Докладчик комиссии о народном здравии и комиссии по рыболовству. Был членом «Общества изучения Сибири и улучшению её быта» и Санкт-Петербургского Общественного собрания.
С августа 1915 года во время Первой мировой войны — уполномоченный 8-го Сибирского отряда Всероссийского союза городов. Товарищ (заместитель) председателя совета Всероссийского педагогического общества.

### Деятельность в период Русской революции
После Февральской революции 1917 года — правый социалист-революционер.
В начале марта подписал телеграмму к жителям Амурской области, в которой сообщалось о падении царского правительства и содержался призыв к взятию власти в свои руки.
С 12 марта по ноябрь 1917) комиссар Временного правительства Приморской области и Временного комитета Государственной думы по Дальнему Востоку.
23 марта провел совещание с представителями местной общественности в Харбине, заявил на нём, что Исполнительные комитеты общественных организаций являются непосредственными охранителями нового порядка, что Советы рабочих депутатов должны стать профессиональными организациями, защищающими интересы рабочих, а поддержание дисциплины в армии возлагается на специально созданные товарищеские солдатские суды. Реформировал местные комитеты общественных организаций с целью сделать из них опору власти краевого комиссара. Вытеснил большевиков из руководства Комитетами общественной безопасности Хабаровска и Александровска-на-Сахалине.
Выступил с предложением созыва краевого учительского съезда, на котором предполагалось обсудить вопросы реформирования народного образования: обновления учебной администрации, перестройки управления краевой учебной частью, изучения нужд учителя и школы. Развернул борьбу против местных торговцев и промышленников, искусственно вздувавших цены на товары первой необходимости.
31 августа 1917 года Объединенный Исполком Совета рабочих, солдатских и крестьянских депутатов аннулировал его комиссарские полномочия (приказ № 1), но Русанов отказался подчиниться этому решению.
9 ноября 1917 года выпустил воззвание к населению, в котором протестовал против захвата власти большевиками и призывал передать власть Учредительному собранию.
11 декабря 1917 года (за день до открытия 3-го краевого съезда Советов) созвал съезд представителей земского и городского самоуправления. На съезде было созвано Временное бюро земских и городских учреждений Дальневосточного края, которому Русанов передал свои полномочия комиссара и полноту власти. Краевой съезд Советов признал съезд самоуправления незаконным, Русанов был арестован, однако вскоре освобождён. Член Временного правительства автономной Сибири, в сентябре 1918 г. сложил полномочия министра.
Вскоре эмигрировал. Жил сначала в Харбине, позже в Шанхае. 12 декабря 1921 года основал и возглавил русское реальное училище в Шанхае. 13 июля 1936 года скончался в Шанхае от рака желудка.

## Семья
- Жена
  - Дочь